# Lycamobile
Lycamobile è un operatore, di telefonia mobile virtuale (MVNO) attivo in più di venti Paesi del mondo e con oltre quindici milioni di clienti.

## Storia
Fondato nel 2006, nel 2015 è stato il più grande operatore virtuale a livello internazionale con un fatturato di 1,8 miliardi di euro. La maggior parte delle entrate, di Lycamobile è generata dai prodotti SIM per i consumatori.
Offre servizi voce e dati in 3G e in alcuni Paesi in rete mobile 4G nonché una serie di servizi finanziari e di viaggio (come Lycaremit e Lycafly). Il marchio Lycamobile è distinto dal marchio Lycatel e opera con diverse entità aziendali nazionali. I due non funzionano necessariamente in parallelo sebbene esista in alcuni paesi una sovrapposizione. Allirajah Subaskaran è il presidente di Lycamobile che ha la sua sede principale nel Regno Unito, a Londra.

## Aree di attività e servizi
| Aree di attività   | Servizi                 | Servizi        | Servizi            | Servizi   | Servizi | Servizi      | Servizi                  | Servizi       |
| Paese              | Rete di appoggio        | Anno di lancio | Anno di cessazione | Full MVNO | Clienti | Data clienti | Prefisso                 | Note          |
| Africa             |                         |                |                    |           |         |              |                          |               |
| Tunisia            | Tunisie Telecom         | 2015           |                    |           |         |              |                          | [ 3 ]         |
| Sudafrica          | Cell C South Africa     | 2017           |                    |           |         |              |                          | [ 4 ] [ 5 ]   |
| Uganda             | MTN, Airtel, Africell   | 2020           |                    |           |         |              |                          |               |
| America            |                         |                |                    |           |         |              |                          |               |
| Stati Uniti        | T-Mobile US             | 2013           |                    |           |         |              |                          | [ 6 ]         |
| Asia               |                         |                |                    |           |         |              |                          |               |
| Hong Kong          | 3 Hong Kong             | 2015           | 2018               |           |         |              |                          | [ 7 ]         |
| Europa             |                         |                |                    |           |         |              |                          |               |
| Austria            | A1                      | 2013           |                    |           |         |              |                          |               |
| Belgio             | Telenet BASE            | 2006           |                    |           |         |              |                          | [ 8 ]         |
| Danimarca          | TDC                     | 2010           |                    |           |         |              |                          | [ 9 ]         |
| Francia            | Bouygues Télécom France | 2011           |                    | Sì        |         |              |                          | [ 10 ]        |
| Germania           | Vodafone Deutschland    | 2011           |                    |           |         |              | 01521                    | [ 11 ]        |
| Irlanda            | 3 Ireland               |                |                    |           |         |              |                          |               |
| Italia             | Vodafone Italia         | 2009           |                    | Sì        |         |              | 373 / 3510 / 3511 e 3512 | [ 12 ] [ 13 ] |
| Macedonia del Nord | One Vip Network         | 2016           |                    |           |         |              |                          |               |
| Norvegia           | Telenor e TeliaSonera   | 2009           |                    |           |         |              |                          |               |
| Paesi Bassi        | KPN                     |                |                    |           |         |              |                          |               |
| Polonia            | Polkomtel Plus Polska   | 2011           |                    |           |         |              | 729                      |               |
| Portogallo         | Vodafone Portugal       |                |                    |           |         |              |                          |               |
| Regno Unito        | O2 UK                   | 2010           |                    | Sì        |         |              |                          | [ 14 ]        |
| Romania            | Telekom Romania         | 2015           | 2023               |           |         |              |                          | [ 15 ] [ 16 ] |
| Spagna             | Yoigo                   | 2010           |                    | Sì        |         |              |                          | [ 17 ] [ 18 ] |
| Svezia             | Telenor                 |                |                    |           |         |              |                          |               |
| Svizzera           | Swisscom                | 2008           |                    |           |         |              |                          |               |
| Ucraina            | 3Mob Ukrtelecom         | 2017           |                    |           |         |              | 091-6                    | [ 19 ] [ 20 ] |
| Oceania            |                         |                |                    |           |         |              |                          |               |
| Australia          | Telstra                 | 2010           |                    |           |         |              |                          | [ 21 ]        |
| Resto del mondo    |                         |                |                    |           |         |              |                          |               |
| Russia             | T2 Mobajl (T2 Mobile)   | 2018           |                    |           |         |              |                          | [ 22 ]        |

### Africa

#### Sudafrica
Nell'anno 2017 Lycamobile si appresta a lanciare i propri servizi di telefonia mobile come MVNO anche in Sudafrica. Queste le dichiarazioni che sono arrivate da Jose Dos Santos, amministratore delegato dell’operatore di rete sudafricano Cell C, a cui Lycamobile si appoggia.

#### Uganda
Lycamobile sbarca in Uganda nel 2020 e diviene un operatore di rete mobile infrastrutturato nel 2021.

### Europa

#### Belgio
Esiste in Belgio dall'anno 2006. Nel 2017 diventa Full MVNO in Belgio sulla rete di Telenet (ex BASE, acquisito nel 2015).

#### Danimarca
Lycamobile firmò un accordo di lancio MVNO con l’operatore mobile danese TDC nel 2010. Sfrutta la sua rete mobile per proporre le sue offerte prepagate come operatore mobile virtuale in Danimarca.

#### Francia
Arrivò in Francia nel luglio del 2011 ed è Full Mobile Virtual Network Operator (Full MVNO). L'operatore gestisce interamente il servizio offerto tranne la rete d'accesso, di proprietà dell'operatore con cui ha stretto un accordo (MNO) che è Bouygues Telecom France.

#### Germania
Il 1º giugno 2011 Lycamobile lanciò la sua offerta in Germania.

#### Italia
Ha lanciato i propri servizi di telefonia mobile in Italia il 15 giugno 2009, operando sulla rete mobile di 3 Italia. Dal 3 dicembre del 2013 Lycamobile opera invece su rete Vodafone come Full MVNO. Per le numerazioni delle sue SIM, Lycamobile Italia utilizza la decade zero, prima e seconda del decamigliaio 351 (ovvero 351-0, 351-1 e 351-2) e la nona del decamigliaio 350 (ovvero 350-9). L'offerta è disponibile solo in versione prepagata.

#### Spagna
La filiale di Lycamobile esordì in Spagna nell'anno 2010 su rete Movistar, mentre in seguito all'acquisizione avvenuta nel 2020 da parte di MásMóvil, la copertura è garantita tramite la rete Yoigo.

#### Svizzera
Avvia la propria attività dall'anno 2008. La rete utilizza è quella dell'operatore di rete fisico Swisscom.

#### Ucraina
Nell'anno 2017 l'operatore punta a lanciare i suoi servizi anche in Ucraina con una partnership con Ukrtelecom, tramite 3Mob.

### Oceania

#### Australia
Il lancio in Australia fu effettuato a novembre dell'anno 2010. Nell'anno 2016 ampliò la sua partnership con Telstra (principale operatore mobile australiano) per offrire servizi su rete 4G a tutti i suoi clienti.

## Altre attività e servizi
Mentre Lycamobile rappresenta il core business di Lyca, ovvero l'offerta di servizi di telecomunicazioni MVNO, Lyca ha altri servizi di telecomunicazione forniti ai consumatori. Oltre alle telecomunicazioni, ci sono varie iniziative imprenditoriali a marchio Lyca, quali: servizi prodotti finanziari e servizi assicurativi, progetti di logistica e una compagnia aerea, Lyca Airways, con sede in Africa occidentale.
GT Mobile
GT Mobile (noto anche come "Gnanam Telecom") era un sub-marchio MNVO di Lycamobile. Il marchio GT Mobile, come il suo genitore, era rivolto a coloro che desideravano effettuare chiamate nazionali e internazionali su base prepagata e ricaricabile. Offriva strutture e pacchetti di prezzi alternativi incentrati maggiormente sui pacchetti di traffico telefonico nazionali del marchio Lycamobile. Inizialmente operava oltre che nel Regno Unito anche in Danimarca, Germania, Paesi Bassi, Svezia, Australia, Spagna, Italia, Francia, Belgio e Svizzera. Successivamente anche il ramo del Regno Unito è stato fuso con Lycamobile.
Lycachat
Lycachat è un'offerta Voice over IP (VoIP) disponibile per i consumatori.
LycaFly
LycaFly è il ramo del business Lyca specializzato nei viaggi e nell'offrire voli aerei e vacanze a basso costo verso destinazioni prevalentemente asiatiche come l'India, lo Sri Lanka e la Nigeria. È stato lanciato nel 2007 come parte di un'acquisizione di un'attività di agenzia di viaggi già esistente. LycaFly opera soltanto nel Regno Unito.
Lycalotto
Lycalotto, lanciato a marzo 2017, è un sistema dedicato al gioco della lotteria. Lycalotto offre l'accesso alle estrazioni della lotteria da tutto il mondo, comprese quelle normalmente non accessibili all'interno delle regioni nazionali come EuroMillions e la US Powerball. Lycalotto è disponibile solo nel Regno Unito e in Irlanda.
Lycamoney
Lycamoney è un'offerta di carte di pagamento prepagate, che consente di accedere al metodo di pagamento con MasterCard.
Lyca Productions
Lyca Productions è una società di produzione cinematografica con sede in India.
LycaRadio
Lanciata nel 2013, LycaRadio è nata dopo l'acquisizione da parte di Lyca delle frequenze radio precedentemente gestite dalla stazione radio Sunrise. Lycaradio offre due emittenti radiofoniche, LycaRadio e Lyca Dilse. Entrambe le stazioni hanno mantenuto il precedente formato della precedente Sunrise Radio, rivolto a tutti e principalmente alle comunità dell'Asia meridionale, in parte regolato secondo i requisiti normativi che sono imposti da Ofcom.
Lycaremit
Lycaremit, lanciato nell'anno 2015, è una delle più recenti iniziative del gruppo che funge da servizio di trasferimento di denaro consentendo agli utenti di inviare denaro all'estero.
Lycatalk
Anche il marchio Lycatalk fa parte della famiglia Lyca e opera nelle stesse giurisdizioni dei marchi delle carte telefoniche, con l'eccezione del Portogallo.
Lycatel
Lycatel si concentra sulla vendita di carte telefoniche ai grossisti per poi essere rivendute al pubblico. Offre anche vendite online di carte telefoniche e vendite dirette ai clienti tramite un sito internet dedicato. Il marchio Lycatel non è di per sé utilizzato come marchio di una sola carta telefonica, ma si comporta come marchio principale utilizzato e presente su varie schede telefoniche di marca. Ciascun tipo di carta telefonica presenta tariffe di chiamata diverse per destinazioni differenti, alcune delle quali sono più adatte ad un uso singolo (note nel settore delle carte telefoniche come "throw-away cards"). Il marchio Lycatel (o come precedentemente utilizzato "Lyca Tel") esiste dall'anno 2001, anche se la sua proprietà iniziale e la sua struttura operativa si sono significativamente distinte dall'inizio degli anni 2000 ai giorni nostri.
Lycatel opera principalmente attraverso le proprie società di rivendita nazionali o attraverso i suoi fornitori di servizi in Australia, Austria, Belgio, Canada, Danimarca, Francia, India (un'operazione di esternalizzazione), Irlanda, Italia, Paesi Bassi, Norvegia, Portogallo, Romania, Spagna, Svezia, Svizzera, Regno Unito, Stati Uniti e Tunisia. Detiene una diffusione paese per paese più ampia rispetto a Lycamobile, sebbene Lycamobile incominciò ad operare in paesi in cui Lycatel non ha una presenza, come ad esempio la Polonia.
LycaTV
Lyca TV è un provider di intrattenimento etnico online over-the-top (OTT), disponibile in più di venti paesi e in nove lingue diverse. Tra l'altro manda in diretta più di trentacinque canali televisivi africani in lingua inglese.

## Fondazione Gnanam
Nel dicembre del 2010 il fondatore e presidente di Lycamobile Subaskaran Allirajah, insieme con sua madre, ha fondato la fondazione Gnanam per fornire aiuto alle comunità emarginate di tutto il mondo. Nel 2012, insieme con il British Asian Trust, la fondazione Gnanam erogò una sovvenzione di tre anni che offriva formazione professionale a 1.500 giovani svantaggiati in India. Durante l'epidemia del virus ebola, ha donato 59.000 sterline britanniche a Save the Children per fornire attrezzature e forniture, come letti, zanzariere e attrezzature mediche, necessarie per gestire i centri di trattamento.
Uno dei molti progetti che la fondazione Gnanam ha supportato era il progetto chiamato Raincatcher 2013 dell'Imperial College di Londra. Ciò ha comportato la costruzione di sistemi di raccolta dell'acqua piovana salva-vita nella Tanzania rurale con la collaborazione di studenti del college. Inoltre, l'operatore di telefonia mobile si è impegnato recentemente nel Regno Unito a donare 1 sterlina ogni 10 in beneficenza senza che il cliente finale abbia perso i suoi crediti telefonici prepagati. Queste opzioni di donazione comprendevano le seguenti organizzazioni: Action Aid, British Heart Foundation, Cancer Research UK, NSPCC, Oxfam, RSPCA, Save the Children, UNICEF e Water Aid.

## Controversie

### Europa

#### Belgio
Nell'anno 2017 l'Istituto belga per i servizi postali e le telecomunicazioni (BIPT) impose a Lycamobile una sanzione amministrativa per violazione delle norme sul roaming: obbligando i clienti che desideravano utilizzare il roaming ad utilizzare il piano tariffario più costoso, l'operatore di fatto applicò un sovrapprezzo anche se le tariffe roaming all'interno dell'Unione Europea non potevano differire dalle tariffe nazionali.
Nel 2023, ancora il BIPT l'ha multato per non aver registrato i dati dei propri abbonati nel database centrale utilizzato dai servizi di emergenza. La decisione è stata emessa dall'ente di vigilanza a luglio e annunciata in un comunicato stampa a settembre.

#### Francia
Nel 2015 L'Express riportò le pratiche commerciali aggressive di Lycamobile e le precarie condizioni di lavoro per i loro dipendenti ed intermediari. Nel giugno del 2016 invece fu indagato dalle autorità per frode fiscale e reati di riciclaggio di denaro ma Lycamobile confutò le accuse.

#### Irlanda
Il 5 maggio 2016, Lycamobile Ireland Limited fu dichiarata colpevole del reato di mancata ottemperanza a una richiesta di informazioni presentata dalla Commissione per il regolamento sulle comunicazioni ComReg utilizzando i suoi poteri di raccolta di informazioni legali. La società fu dichiarata colpevole presso il tribunale distrettuale di Dublino, multata di 3000 Euro e condannata a versare un contributo alle spese della ComReg. Le informazioni richieste erano in relazione alla revisione in corso da parte di ComReg dei mercati dell'accesso locale all'ingrosso ("WLA") e dell'accesso centrale all'ingrosso ("WCA") che facilitano la fornitura dei servizi di telefonia fissa all'ingrosso e al dettaglio, di banda larga ed altri.

#### Italia
Nel servizio televisivo della trasmissione “Le Iene” del 2017, emerse come fosse possibile acquistare con estrema facilità da rivenditori autorizzati una grande quantità di schede telefoniche Lycamobile senza la necessità di presentare un documento di identità. Interrogati dai giornalisti, i vertici della società si rifiutarono di assumere una posizione in merito.

#### Regno Unito
Fu un donatore significativo del partito politico conservatore britannico, avendo donato 1,3 milioni di sterline dal 2011, di cui 500.000 nel 2015. Rese anche disponibile l'uso di un suo call center a Boris Johnson durante la sua campagna elettorale per i sindaci di Londra del 2012. Non versò alcuna imposta sulle società per diversi anni, sebbene la società abbia messo da parte 9,5 milioni di sterline per coprire "una potenziale passività per imposte non pagate", inclusi "interessi e penali" nei suoi conti del 2015. Tra l'altro i conti del 2015 furono archiviati con un ritardo di sette mesi, apparendo dopo che Companies House minacciò di licenziare Lycamobile ed un'azione del genere avrebbe impedito alla società di condurre affari nel Regno Unito. Lycamobile era stato precedentemente minacciato di essere cancellato nel 2012 poiché i suoi conti erano stati archiviati con due anni di ritardo nello stesso anno.

### Oceania

#### Australia
Nel 2020 l'Australian competition and consumer commission (ACCC) ha inflitto alla filiale australiana di Lycamobile una sanzione per pubblicità ingannevole.